# Liste des monuments historiques du 19e arrondissement de Paris

Cet article recense les monuments historiques du 19e arrondissement de Paris, en France.

## Liste
| Monument                                                   | Adresse                                                     | Coordonnées                      | Notice                        | Protection | Date | Illustration                                               |
| ---------------------------------------------------------- | ----------------------------------------------------------- | -------------------------------- | ----------------------------- | ---------- | ---- | ---------------------------------------------------------- |
| Boulangerie                                                | 83 rue de Crimée                                            | 48° 53′ 00″ nord, 2° 23′ 06″ est | « PA00086762 »                | Inscrit    | 1984 | Boulangerie                                                |
| Boulangerie                                                | 114 avenue de Flandre                                       | 48° 53′ 31″ nord, 2° 22′ 44″ est | « PA00086763 »                | Inscrit    | 1984 | Boulangerie                                                |
| Cimetière des Juifs portugais                              | 44 avenue de Flandre                                        | 48° 53′ 13″ nord, 2° 22′ 23″ est | « PA00086764 »                | Inscrit    | 1966 | Cimetière des Juifs portugais                              |
| Eaux de Belleville                                         | 84-91 rue des Cascades                                      | 48° 52′ 17″ nord, 2° 23′ 29″ est | « PA75200003 » « PA00086775 » | Classé     | 2006 | Eaux de Belleville                                         |
| Édicule Guimard de la station Botzaris                     | Rue Botzaris                                                | 48° 52′ 47″ nord, 2° 23′ 21″ est | « PA00086768 »                | Inscrit    | 2016 | Édicule Guimard de la station Botzaris                     |
| Édicule Guimard de la station Crimée                       | 185 rue de Crimée 2 rue Mathis                              | 48° 53′ 29″ nord, 2° 22′ 39″ est | « PA00086769 »                | Inscrit    | 2016 | Édicule Guimard de la station Crimée                       |
| Édicule Guimard de la station Jaurès                       | Boulevard de la Villette                                    | 48° 52′ 57″ nord, 2° 22′ 13″ est | « PA00086770 »                | Inscrit    | 2016 | Édicule Guimard de la station Jaurès                       |
| Édicule Guimard de la station Pré-Saint-Gervais            | Boulevard Sérurier Rue Alphonse-Aulard                      | 48° 52′ 48″ nord, 2° 23′ 56″ est | « PA00086771 »                | Inscrit    | 2016 | Édicule Guimard de la station Pré-Saint-Gervais            |
| Église Saint-Jean-Baptiste de Belleville                   | 139 rue de Belleville                                       | 48° 52′ 32″ nord, 2° 23′ 21″ est | « PA75190005 »                | Classé     | 2015 | Église Saint-Jean-Baptiste de Belleville                   |
| Fontaine aux Lions                                         | Place de la Fontaine-aux-Lions                              | 48° 53′ 22″ nord, 2° 23′ 32″ est | « PA00086767 »                | Inscrit    | 1979 | Fontaine aux Lions                                         |
| Garde-meuble Odoul                                         | 8 passage de l'Atlas                                        | 48° 52′ 30″ nord, 2° 22′ 35″ est | « PA75190003 »                | Inscrit    | 2003 | Garde-meuble Odoul                                         |
| Grande halle de la Villette                                | Place de la Fontaine-aux-Lions, Parc de la Villette         | 48° 53′ 27″ nord, 2° 23′ 27″ est | « PA00086767 »                | Inscrit    | 1979 | Grande halle de la Villette                                |
| Gymnase Jean-Jaurès                                        | 87, 89 avenue Jean-Jaurès                                   | 48° 53′ 06″ nord, 2° 22′ 44″ est | « PA00132992 »                | Inscrit    | 1994 | Gymnase Jean-Jaurès                                        |
| Immeuble                                                   | 152 avenue de Flandre                                       | 48° 53′ 39″ nord, 2° 22′ 54″ est | « PA00086765 »                | Inscrit    | 1982 | Immeuble                                                   |
| Halle Secrétan                                             | 32 avenue Secrétan                                          | 48° 52′ 53″ nord, 2° 22′ 21″ est | « PA00086766 »                | Inscrit    | 1982 | Halle Secrétan                                             |
| Pavillon de la Bourse                                      | Parc de la Villette                                         | 48° 53′ 23″ nord, 2° 23′ 27″ est | « PA00086767 »                | Inscrit    | 1979 | Pavillon de la Bourse                                      |
| Pavillon Janvier                                           | Place de la Fontaine-aux-Lions, Parc de la Villette         | 48° 53′ 26″ nord, 2° 23′ 33″ est | « PA00086767 »                | Inscrit    | 1979 | Pavillon Janvier                                           |
| Piscine Pailleron                                          | 30 rue Édouard-Pailleron                                    | 48° 52′ 50″ nord, 2° 22′ 40″ est | « PA75190002 »                | Inscrit    | 1998 | Piscine Pailleron                                          |
| Pont levant de la rue de Crimée                            | Rue de Crimée                                               | 48° 53′ 18″ nord, 2° 22′ 46″ est | « PA00125450 »                | Inscrit    | 1993 | Pont levant de la rue de Crimée                            |
| Regard du Bernage                                          | Avenue du Belvédère                                         | 48° 52′ 53″ nord, 2° 24′ 12″ est | « PA00086772 »                | Classé     | 1899 | Regard du Bernage                                          |
| Regard du Chaudron                                         | 6 rue de Palestine                                          | 48° 52′ 33″ nord, 2° 23′ 23″ est | « PA00086773 »                | Classé     | 2006 | Regard du Chaudron                                         |
| Regard de la Lanterne                                      | 3 rue Augustin-Thierry 213 rue de Belleville                | 48° 52′ 33″ nord, 2° 23′ 41″ est | « PA75200003 PA00086774 »     | Classé     | 2006 | Regard de la Lanterne                                      |
| Regard Lecouteux                                           | 44 rue des Solitaires                                       | 48° 52′ 17″ nord, 2° 23′ 29″ est | « PA75200003 »                | Classé     | 2006 | Regard Lecouteux                                           |
| Regard des Maussins                                        | Boulevard Sérurier                                          | 48° 52′ 36″ nord, 2° 23′ 29″ est | « PA00086776 »                | Classé     | 1899 | Regard des Maussins                                        |
| Regard Saint-Louis                                         | 169 rue de Belleville                                       | 48° 52′ 32″ nord, 2° 23′ 30″ est | « PA75200003 »                | Classé     | 2006 | Image manquante Téléverser                                 |
| Rotonde de la Villette                                     | Place de la Bataille-de-Stalingrad boulevard de la Villette | 48° 53′ 00″ nord, 2° 22′ 10″ est | « PA00086761 »                | Classé     | 1907 | Rotonde de la Villette                                     |
| Service municipal des Pompes Funèbres (actuel Cent Quatre) | 108 rue d'Aubervilliers 5 rue Curial                        | 48° 53′ 25″ nord, 2° 22′ 12″ est | « PA75190001 »                | Inscrit    | 1997 | Service municipal des Pompes Funèbres (actuel Cent Quatre) |
| Siège du Parti communiste français                         | 2 place du Colonel-Fabien                                   | 48° 52′ 40″ nord, 2° 22′ 18″ est | « PA75190004 »                | Classé     | 2007 | Siège du Parti communiste français                         |
| Usine élévatrice des eaux                                  | Parc de la Villette                                         | 48° 53′ 35″ nord, 2° 23′ 27″ est | « PA00086588 »                | Inscrit    | 1984 | Image manquante Téléverser                                 |